# Galg

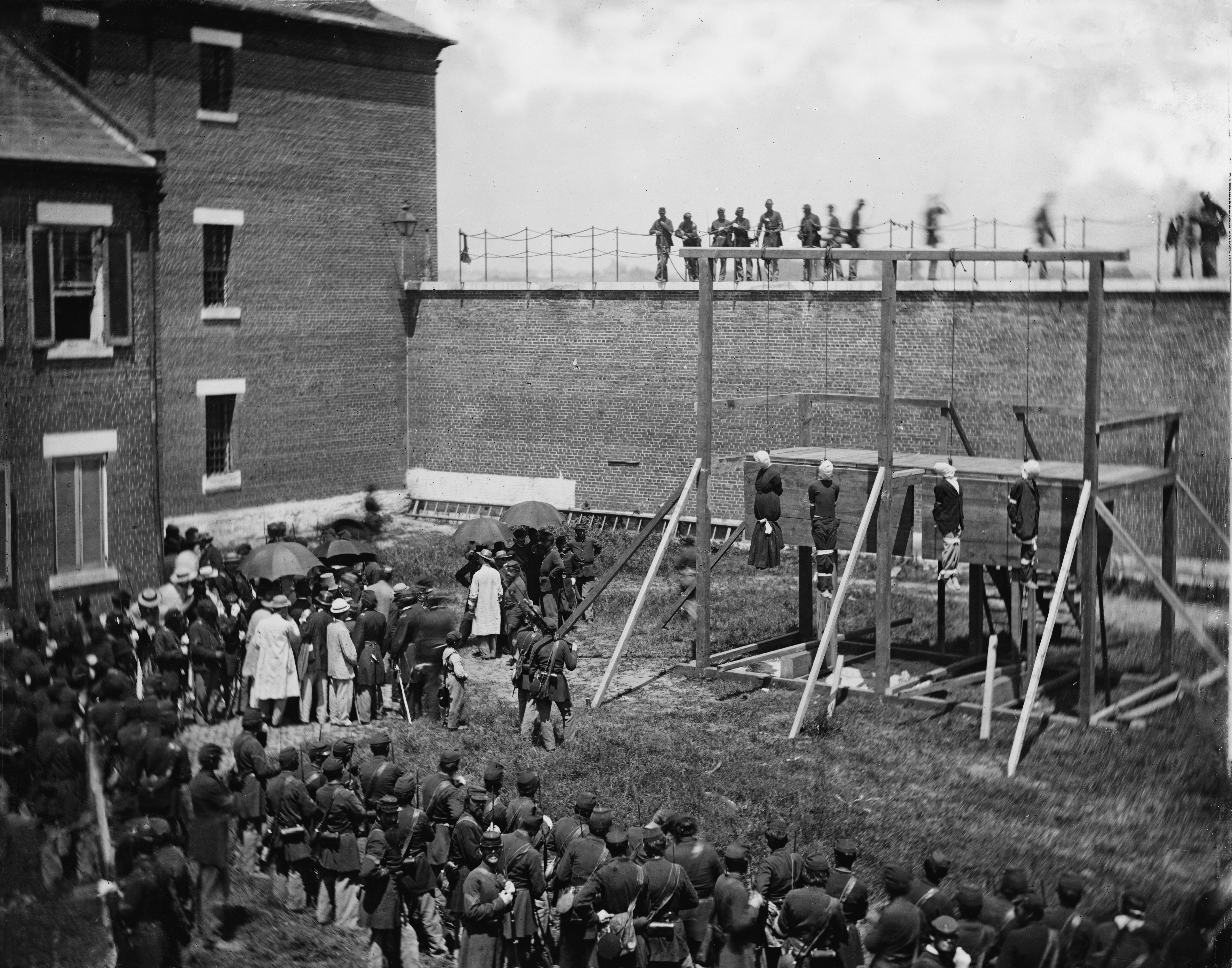
19e-eeuwse galgen in de Verenigde Staten

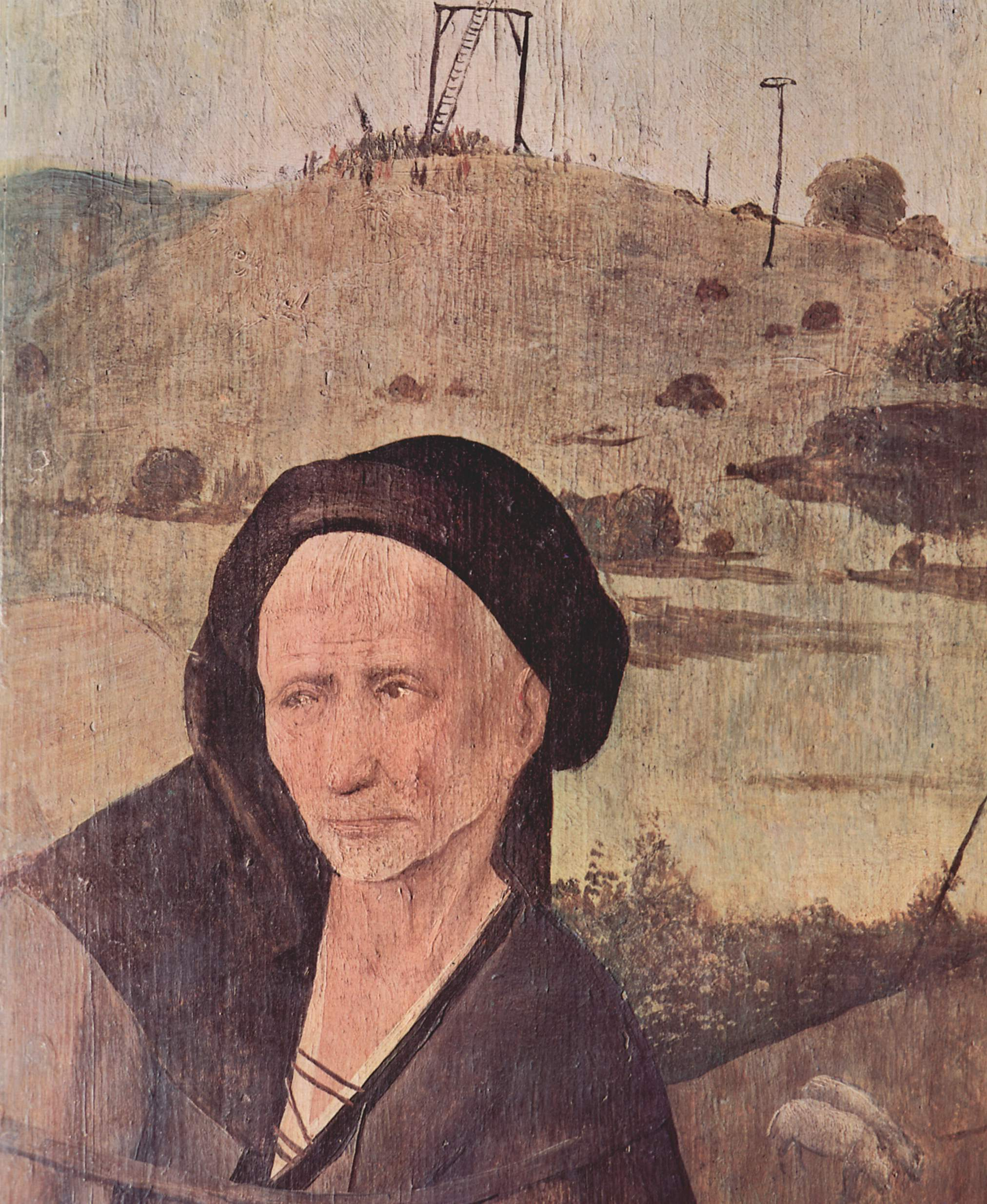
Hooiwagen-drieluik (detail), Jheronimus Bosch

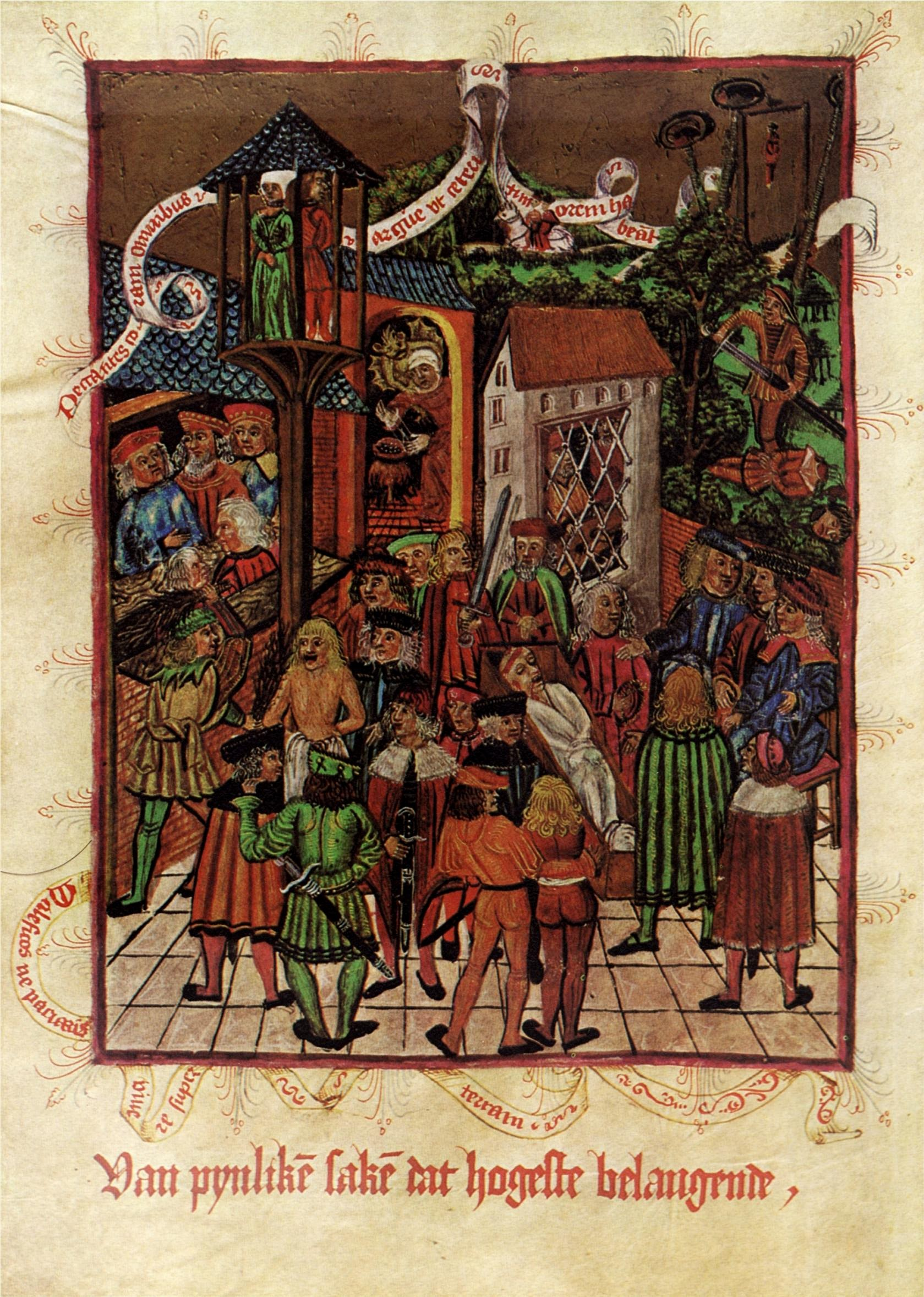
Verschillende toepassingen van de doodstraf met rechtsboven de galg. Afbeelding uit het Hamburger Stadtrecht (1497)

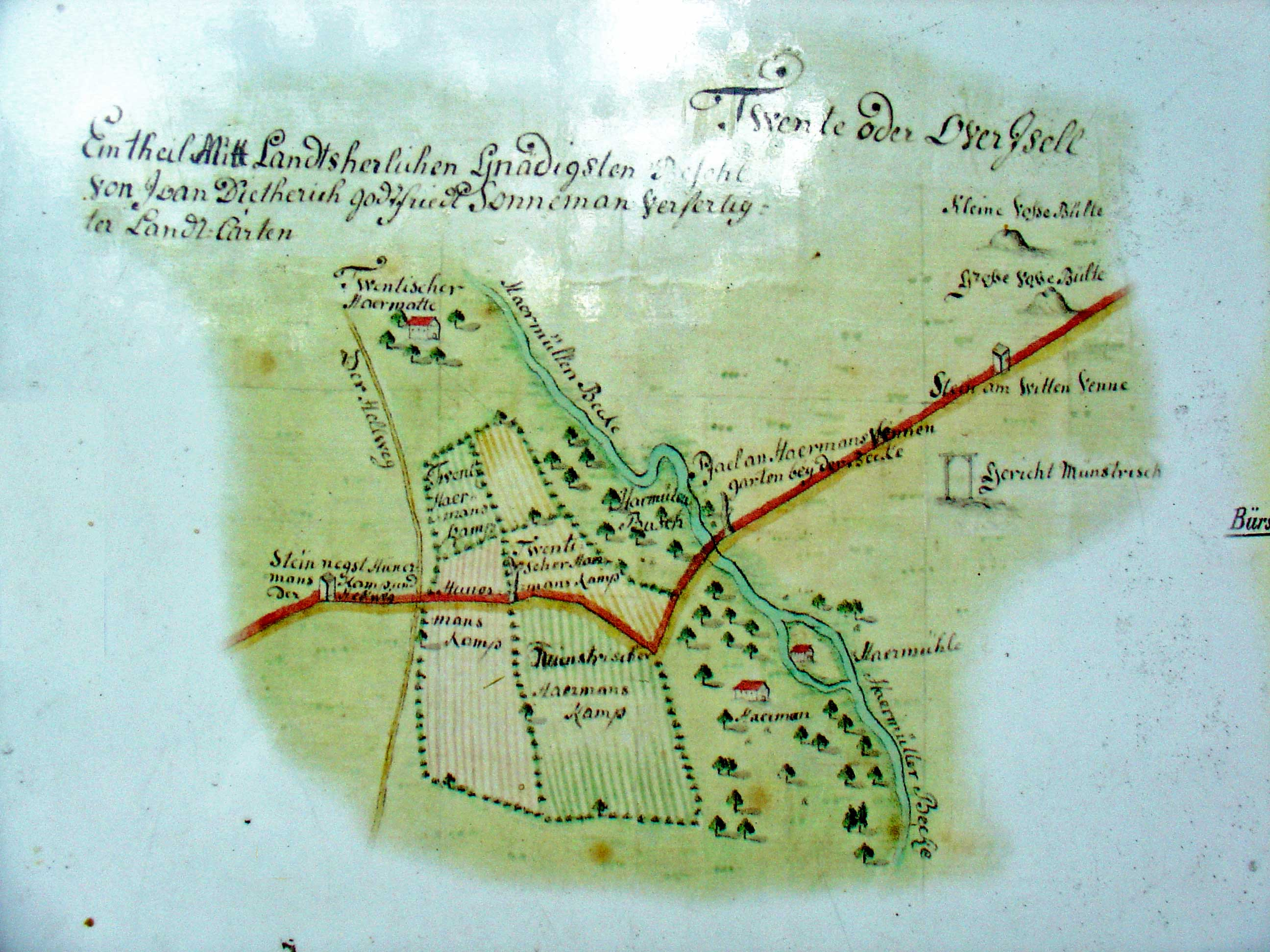
Omgeving van Haarmühle met galg op een 17e-eeuwse kaart

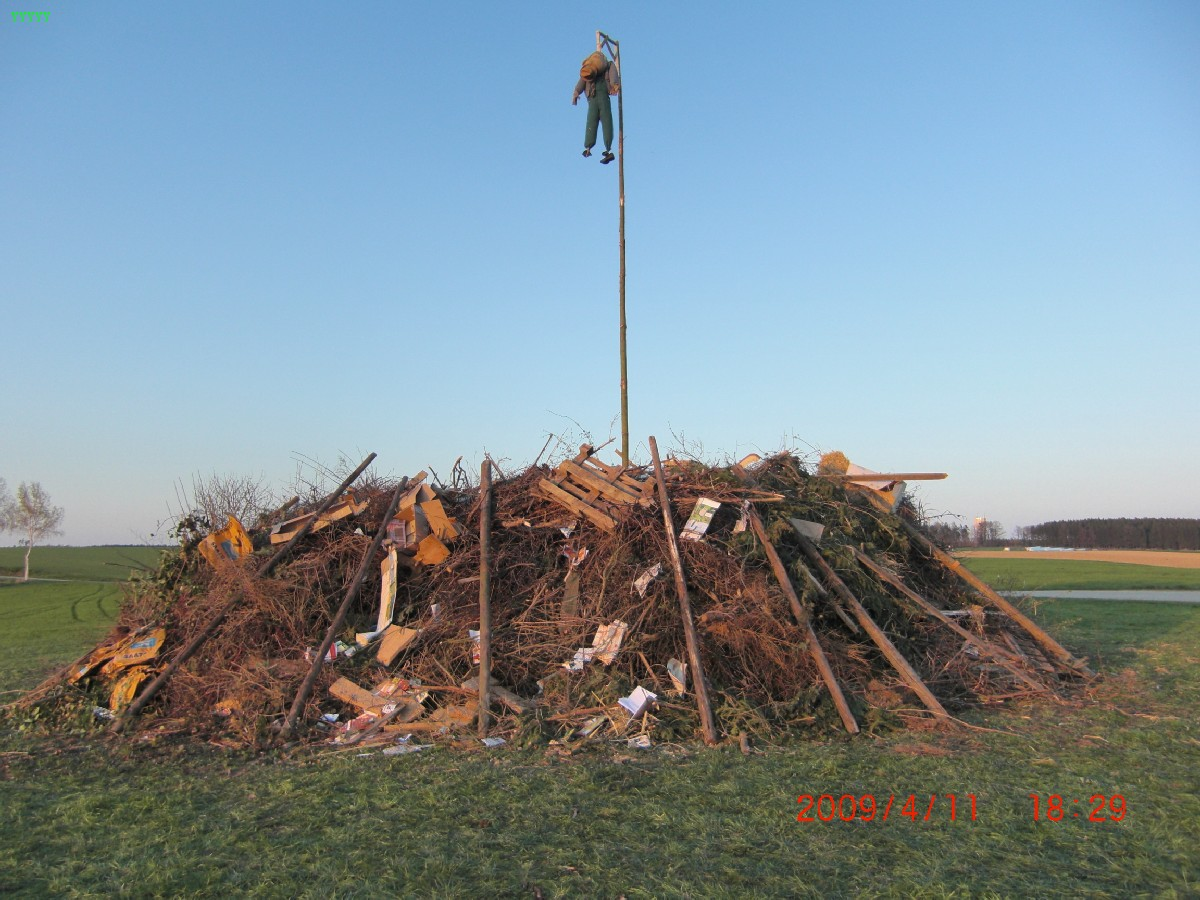
Voorbereiding van Ostermobrenna (een vreugdevuur) in Fahrenzhausen; een stropop hangt aan een galg

Een galg is een stellage waarmee veroordeelden door middel van ophanging ter dood worden gebracht. In het verleden was buiten de stadsmuren vaak een vaste of stadsgalg, vaak opgetrokken uit steen, waar de stoffelijke resten van geëxecuteerden werden 'tentoongesteld'. Deze tentoonstellingsplek werd vaak galgenveld, galgenbelt, of galgenberg genoemd.

## Voltrekking
De galg wordt ook wel schavot genoemd. Het schavot is de gehele (tijdelijke) stellage (inclusief galg) waarop ten overstaan van een verzamelde menigte de doodstraf voltrokken werd. Dit was meestal op het centrale marktplein van een stad.
Ook de aanduiding wip of wipstrik komt voor. De wip is het luik waarop de veroordeelde stond en dat werd geopend om hem te laten vallen, een verbetering die in de 18e eeuw werd ingevoerd. De uitdrukking "op de wip staan" betekent dus eigenlijk: op het punt staan opgehangen te worden.
Voorheen stond de veroordeelde soms op een stoel, die onder hem vandaan werd geschopt. Hij stond dus "op de schopstoel". Een variant was het onder de galg vandaan rijden van een kar waar de ter dood veroordeelde op was geplaatst. Bij een andere methode stond de veroordeelde op een ladder om er vervolgens, met de strop om de nek, door de beul vanaf geduwd te worden.
Ook het ophijsen kwam voor, maar dat stond garant voor een langzame en pijnlijke dood. Vaak trokken de beul en zijn beulsknechten dan met alle kracht aan het spartelende lichaam om de nek van hun slachtoffer te breken en zo het intreden van de dood te bespoedigen.

## Tentoonstelling
De vaste of stadsgalg stond meestal op een opvallende plek aan de rand van de plaats of van het rechtsgebied. Plaatsen in heuvelachtig gebied hadden vaak een galgenberg. Hier werd het stoffelijk overschot na executie opgehangen als afschrikwekkend voorbeeld. Dit was bedoeld om bewoners en bezoekers duidelijk te maken dat handhaving van de wet serieus werd genomen. Het lijk bleef hangen totdat het volledig was vergaan of door vogels kaalgegeten.
In 1795 werd in Nederland, met de komst van de Fransen en de instelling van de Bataafse Republiek, deze vernederende gewoonte, het tentoonstellen van lijken aan de galg, afgeschaft. De lichamen van terechtgestelden werden sindsdien begraven.

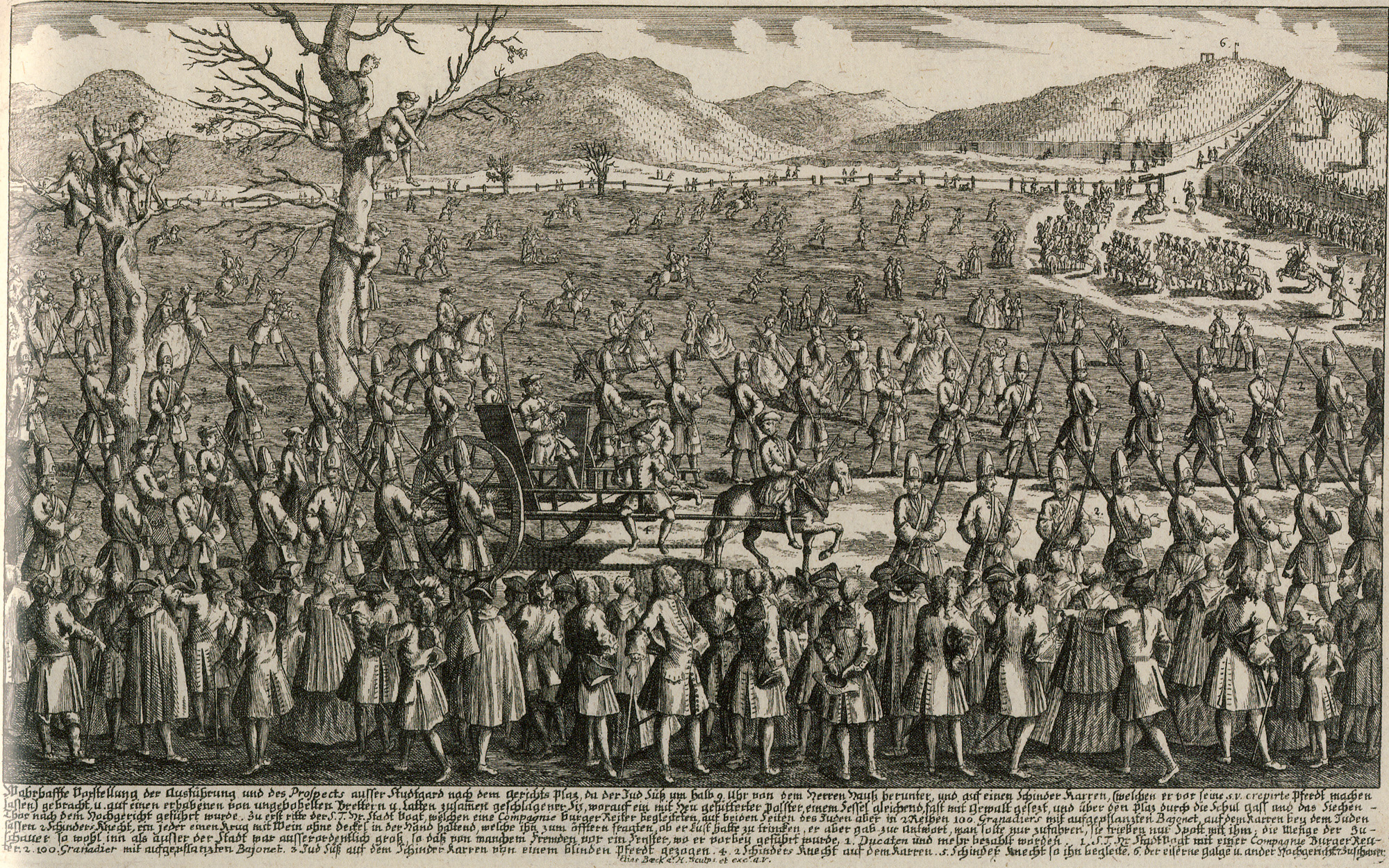
Joseph Süß Oppenheimer op weg naar de galg
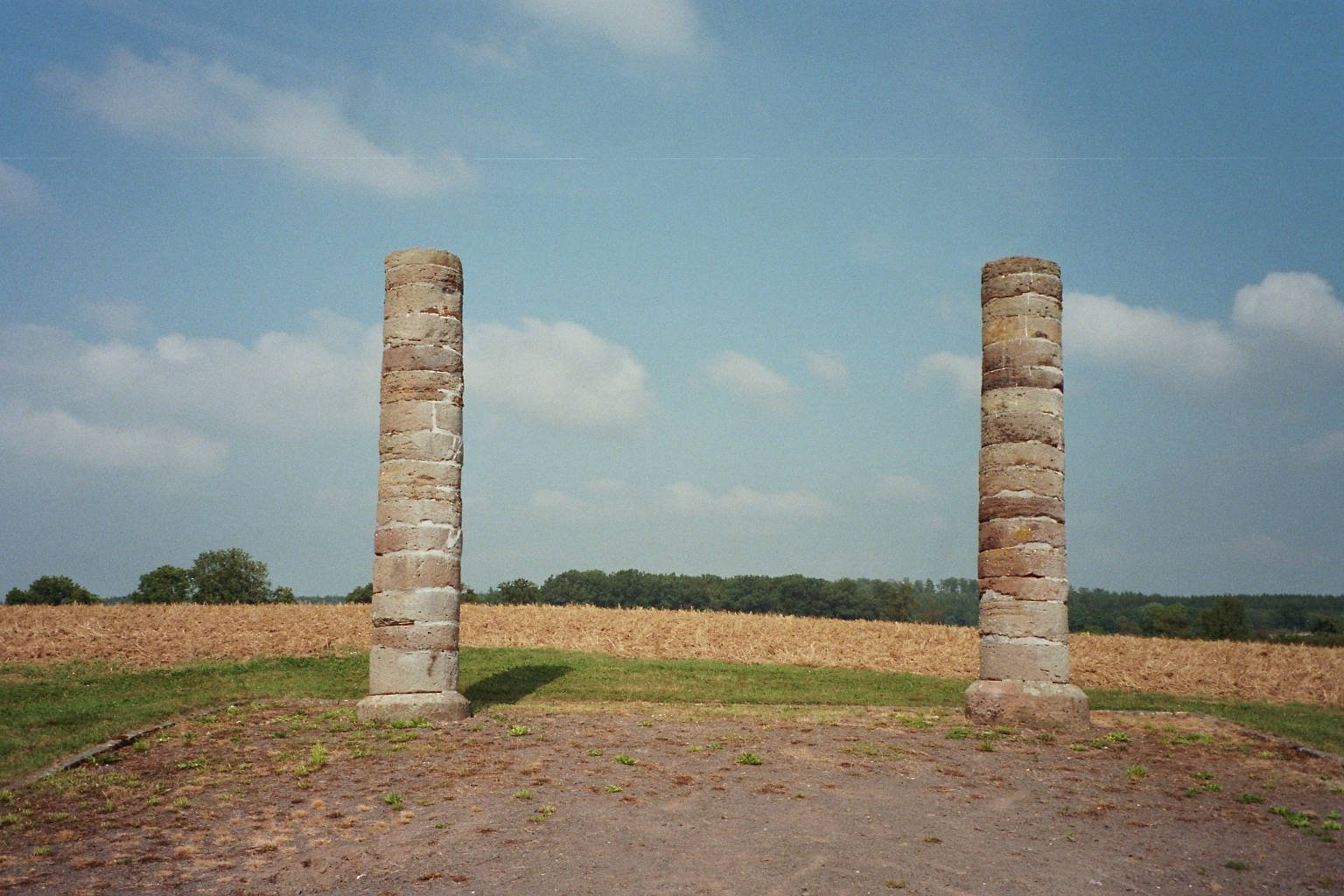
Overblijfselen van een galg bij Herbstein
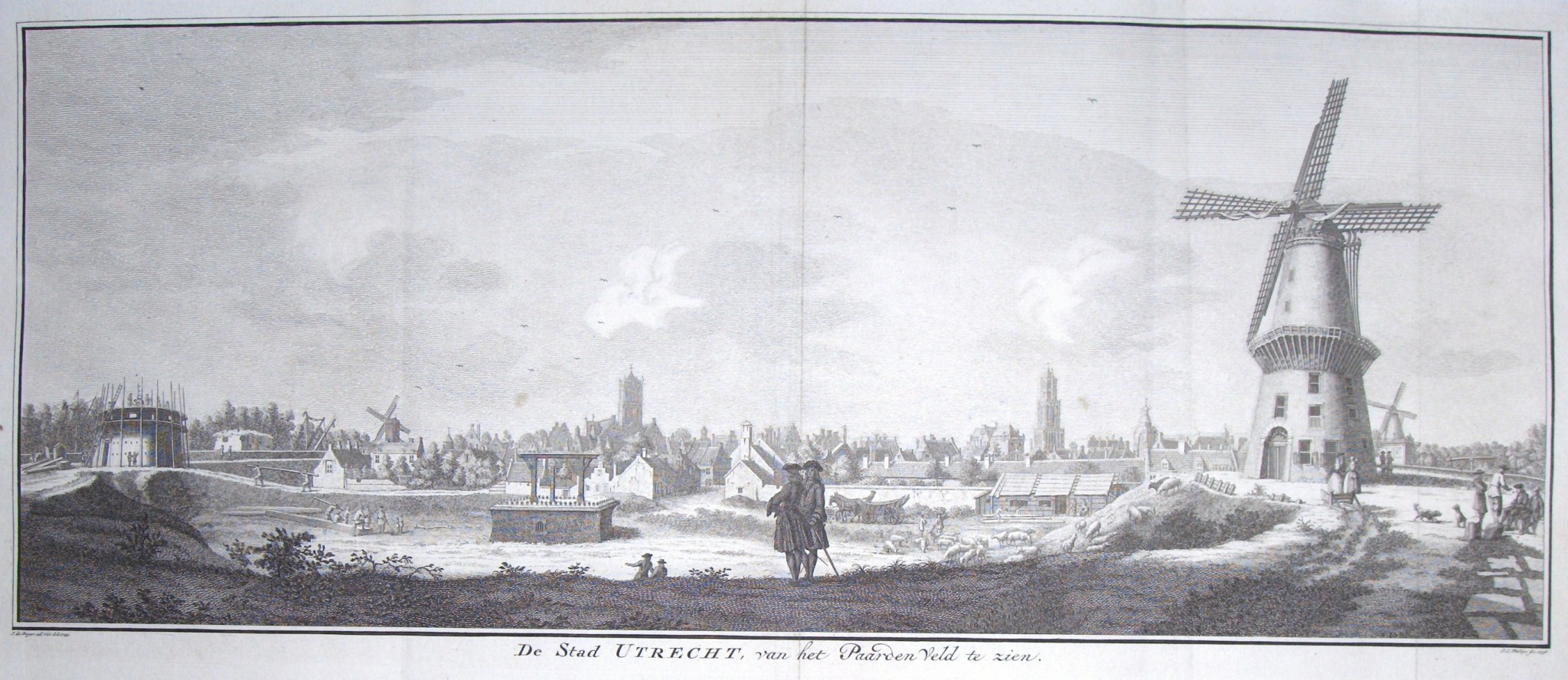
Galg bij de stad Utrecht (1745)
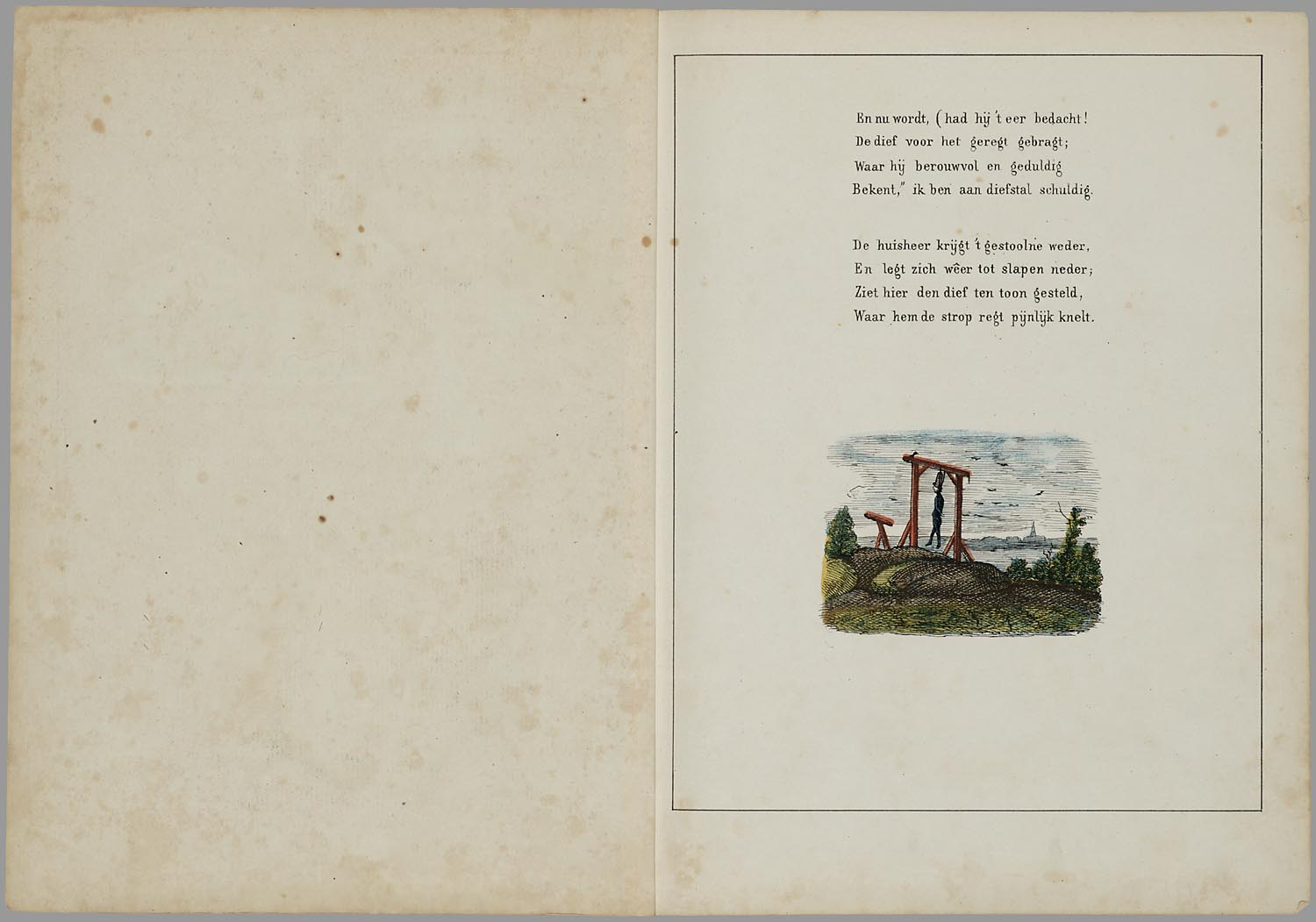
De tentoonstelling van een dief, afgebeeld in een prentenboek voor kinderen; Tante Keetje's prentenboek, 1854

## Geografische vernoeming
Veel steden en dorpen in Nederland en België hadden lange tijd een galgenberg of galgenveld, uiteraard buiten de (toenmalige) stad. Dat is vaak nog terug te vinden in huidige geografische benamingen.
- de wijk Wipstrik in Zwolle;
- Galgenveld in Antwerpen, Nijmegen en Gouda
- Galgenweel in Antwerpen op de Linkeroever
- Amsterdam had aan de overkant van het IJ op de Volewijck het Galgenveld, de Galgenstraat op Prinseneiland keek hierop uit;
- Galgenberg o.a. in Arnhem, Brussel, Bocholt, Rhenen, Montferland, Heerde;
- Galgenwaard in Utrecht, destijds een open ruimte buiten de stadsmuren waar de stadsgalg stond opgesteld[4]
- Galgewater in Leiden;
- Galglaan in Rijnsburg;
- Galgeland in Sneek;
- De Galgenbocht in de Westerdijk bij Hoorn;
- De Galgweg in Vlissingen. Deze galg moest ook aan piraten duidelijk maken dat zij in de stad niet welkom waren.
- De Galgenkampsweg in Meppel. Hier stond de galg en ook was hier het (openlucht)graf.
- De Galgenberg in Well. Op deze berg liet de Wellse kasteelheer zijn gevangenen executeren.
- De Galgebossen van Vlamertinge
- Het Galgenwiel tussen Loon op Zand en Waalwijk

## Andere betekenis
De wip (de hefboom) van een brug of put wordt ook wel galg genoemd. De (verdwenen) Galgtil bij Zuidwolde verwijst hiernaar.

## Varia
- Inwoners van Leeuwarden werden ook wel galgelappers genoemd[5][6]
- Inwoners van Gent worden ook wel stroppendragers genoemd. Een verwijzing naar een straf die de Gentenaren na een mislukte opstand tegen het gezag van Keizer Karel was opgelegd. De leiders van de opstand moesten toen immers met een strop om hun hals door de stad lopen.